# Sarbanissa flavida
Sarbanissa flavida är en fjärilsart som beskrevs av John Henry Leech 1890. Sarbanissa flavida ingår i släktet Sarbanissa och familjen nattflyn. Inga underarter finns listade.